# Трамп, Фред (младший)
Фре́дерик Крист Трамп-младший; англ. Frederick Crist Trump Jr.; 14 октября 1938 — 26 сентября 1981) — американский пилот, старший брат 45-го и 47-го президента США Дональда Трампа.

## Биография

### Ранние годы
Фредерик «Фредди» Трамп-младший родился 14 октября 1938 года в Куинсе, штат Нью-Йорк, в семье состоятельного девелопера Фреда Трампа и его жены Мэри Энн Маклауд. В 1956 году Трамп-младший окончил школу Святого Павла. Учился в Лихайском университете. Несмотря на то, что Фред не был евреем, он присоединился к еврейскому братству «Сигма Альфа Му». Вскоре он стал его президентом. Трамп-младший окончил университет со степенью бакалавра. Впоследствии он завершил курсы подготовки офицеров Вооружённых сил США и заступил на службу в ВВС Национальной гвардии в звании второго лейтенанта.

### Карьера пилота
В 1958 году, отдыхая на Багамских островах, Фред познакомился с Линдой Клэпп. Позже она стала стюардессой и попросила Трампа-младшего помочь ей с поиском жилья рядом с аэропортом Айдлуайлд. Через некоторое время они начали встречаться. В 1961 году Трамп-младший сделал ей предложение. В начале 1962 года они поженились во Флориде. Линде пришлось уволиться из авиакомпании, так как, согласно внутренним правилам, стюардессы должны были быть незамужними. Пара поселилась на Манхэттене. В ноябре 1962 года у них родился сын Фредерик Крист Трамп III. Спустя год они переехали в одну из квартир Трампа-старшего на Джамейке, в Куинсе. В течение этого времени Трамп-младший выполнял работы по техническому обслуживанию домов своего отца. Отец хотел, чтобы его старший сын взял на себя управление «E. Trump & Son», но Фред-младший не подходил на эту должность из-за робкого характера. В 1966 году Фред-младший был указан в газетах как вице-президент компании. Вскоре он принял решение об уходе из семейного бизнеса, чтобы осуществить свою мечту стать пилотом. Его приняли в «Trans World Airlines», что создало напряжённость в его отношениях с отцом. По словам дочери Фреда Мэри Трамп, её дед «принижал устремления Трампа-младшего и особенности его личности».

### Поздние годы жизни
В 1970 году, после ряда бытовых инцидентов, жена Линда попросила Трампа-младшего уйти и договорилась с Трампом-старшим о смене дверных замков. Чрезмерное пристрастие к алкоголю помешало Фреду продолжить карьеру пилота. Он был вынужден вернуться в бизнес своего отца. Через некоторое время Фред снова занялся техническим обслуживанием зданий, возведённых Трампом-старшим.
26 сентября 1981 года в возрасте 42 лет Фред умер. Причиной смерти стал сердечный приступ, вызванный хроническим алкоголизмом. Дональд Трамп говорил, что наблюдение за тем, как его брат впадает в алкоголизм, было для него своеобразным сдерживающим фактором, побудившим его избегать употребления спиртных напитков и сигарет. Он также подметил, что история брата сформировала его видение жизни и оказала огромное влияние на вектор его собственной деловой карьеры. О своём брате он вспоминал так: «В юности он был очень красивым. Я видел, что алкоголь сделал с ним даже с точки зрения внешнего облика … и это оказало на меня огромное влияние».